# 久野桂一郎
久野桂一郎（くの けいいちろう、1910年 - 1990年）は、日本の翻訳家、鉄道官僚。
東京に生まれる。東京大学法学部卒業し国鉄に入社。青函船舶鉄道管理局長ほかを務めた。

## 著書
- 『鉄道実費調査』 陸運研究社、1943年

## 訳書
- ジョルジュ・ブスケ『日本見聞記』野田良之と共訳、みすず書房 1977 
  - 日本見聞記〈1〉―フランス人の見た明治初年の日本
  - 日本見聞記〈2〉―フランス人の見た明治初年の日本
- G・ボアソナード『経済学者ラ・フォンテーヌ』 みすず書房 1979。野田良之解説
- フランシスク・マルナス『日本キリスト教復活史』 みすず書房 1985